# Skala Brazeltona
Skala Brazeltona, inaczej Skala Oceny Zachowania Noworodków (ang. Neonatal Behavioral Assessment Scale, NBAS), potocznie zwana „Brazelton” – test mierzący reakcje noworodka na różne bodźce (np. światło, grzechotka, poruszająca się kulka). Jest to wyznacznikiem rozwoju ruchowego dziecka. Charakteryzuje się prostotą wykonania i wysoką skutecznością w zakresie wstępnej oceny dziecka.
Po raz pierwszy opublikowana w 1973 roku, choć pomysł na taką skalę sięga 1955 roku i była ona pierwotnie pomyślana jako narzędzie dokumentowania wkładu dziecka w relację rodzic-dziecko.
Skala liczy 28 pozycji ocenianych na 9-stopniowej skali do oceny zachowania niemowlęcia oraz 18 pozycji z 4-stopniową skalą do oceny jest stanu neurologicznego. W 1984 roku dodano do skali 7 pozycji dodatkowych oceniających jakość zachowania dziecka i mające służyć wykryciu dzieci wysokiego ryzyka.
U podstaw stworzenia skali leży założenie, że noworodki komunikują się przez swoje zachowanie oraz szacunek dla indywidualności poszczególnych dzieci. Ewentualne odchylenia od normy w wynikach skali mają wyznaczać kierunek pracy z dzieckiem i jego rodzicami.